# المساجد (قفل شمر)

تعديل مصدري - تعديل

المساجد هي إحدى قرى عزلة الدانعي بمديرية قفل شمر التابعة لمحافظة حجة، بلغ تعداد سكانها 130 نسمة حسب تعداد اليمن لعام 2004.